# Востряковское шоссе
Востряко́вское шоссе — шоссе в Западном административном округе Москвы на территории района Тропарёво-Никулино, расположенное между Никулинской улицей и Боровским шоссе.

## Происхождение названия
Названо так, поскольку вело из Очакова в сторону Востряковского кладбища и посёлка Востряково. Официально название утверждено в 1980 году, однако оно существовало и раньше, но из-за отсутствия домов на шоссе почти не упоминалось в изданиях. На название шоссе указывала автобусная остановка «Востряковское шоссе», которая называлась так до 1980 года (современное название — «Никулинская улица»).

## История
Шоссе возникло, по-видимому, в 1968 году для выезда из Очакова на Боровское шоссе. Тогда же по нему прошёл маршрут автобуса № 208, в 1974 году заменённый на № 226. В конце 1960-х — начале 1970-х годов с западной стороны шоссе находился тарный завод, где делали деревянные ящики для бутылок. В 1979 году после продления Озёрной улицы до МКАД и соединения её с Мичуринским проспектом значение Востряковского шоссе, как транспортной магистрали, значительно уменьшилось. В ноябре 1980 года маршруты автобуса с шоссе сняли. Северная часть шоссе (между Большой Очаковской улицей и Мичуринским проспектом) получила название Проектируемый проезд № 1980 (с 6 ноября 2018 года вошёл в состав Никулинской улицы). В 1988 году средняя часть шоссе вошла в состав Никулинской улицы.

## Здания и сооружения
Домов по шоссе не числится. На него выходят дома 11 и 13 по Никулинской улице.

## Транспорт
По шоссе от станции метро «Озёрная» проходит автобус с252.